# Caserne Garibaldi
Pour les articles homonymes, voir Garibaldi.
 (janvier 2021).
Si vous disposez d'ouvrages ou d'articles de référence ou si vous connaissez des sites web de qualité traitant du thème abordé ici, merci de compléter l'article en donnant les références utiles à sa vérifiabilité et en les liant à la section « Notes et références ».
La caserne Garibaldi (ancien quartier militaire de San Giovanni a Carbonara) est un bâtiment historique de Naples, conçu à l'origine pour des fins militaires. Elle est située à l'angle de la Via Foria et de la Via Cesare Rosaroll (qui faisait autrefois partie du Corso Garibaldi). 

## Aperçu historique et description
Elle a été construite vers le milieu du XIXe siècle dans le couvent des Augustins de San Giovanni a Carbonara. Deux tours Renaissance reliant les murs de défense nord et est ont également été intégrées à la structure. Elles ont été restructurées et agrandies. Le tronçon de mur qui contenait les deux tours a été remplacé par un nouveau bâtiment qui constitue la façade principale de la caserne. 
À l’époque des Bourbons, elle accueillait l’école militaire, une université pour les fils de militaires distingués pour leurs actions et destinés à devenir des sous-officiers de la Marine Royale. La caserne a encore abrité des forces armées même après l’unification de l’Italie, alors qu’elle portait le nom de caserne Garibaldi (car à ses côtés se trouvait le dernier tronçon du Corso Garibaldi, appelé plus tard Via Cesare Rosaroll) et qu'elle était surtout utilisée par l'administration de la Justice.

## Projets
Insérée aujourd'hui dans le cadre d'un projet de réaménagement environnemental et architectural couvrant l'ensemble de la zone alentour, l'ancienne caserne devrait, dès que les juges de paix seront transférés au Centro Direzionale, devenir une "citadelle culturelle" où le nouveau siège de la Surintendance Archéologique devrait être installé, ainsi que de grands espaces d’expositions et de musées, en prévoyant la mise en valeur des jardins, sur une surface totale de 7 740 m 2 . 
Plus précisément, le projet comprendrait la création du Musée Angevin dans l'aile située derrière l'entrée principale et l'emplacement des bureaux dans le corps central surplombant la Via Foria. Il y aurait également la création d'un Institut d'histoire du cinéma et de l'industrie cinématographique, doté d'un centre de documentation et d'une vidéothèque sur le Mezzogiorno. Dans le nouveau complexe, devrait également être inaugurée la bibliothèque de l'Institut italien d'études philosophiques, composée de 300 000 volumes et située jusqu'à présent dans le Palazzo Serra di Cassano. 